# Orchestina sinensis
Orchestina sinensis är en spindelart som beskrevs av Xu 1987. Orchestina sinensis ingår i släktet Orchestina och familjen dansspindlar. Inga underarter finns listade i Catalogue of Life.